# Enrique Vicente Hernández
Enrique Vicente Hernández (Salamanca, España, 8 de febrero de 1945) es un futbolista español que se desempeñaba como defensa.

## Clubes
| Club                    | País   | Año       |
| ----------------------- | ------ | --------- |
| Real Valladolid C. F.   | España | 1964-1969 |
| Club Atlético de Madrid | España | 1969-1974 |
| Hércules C. F.          | España | 1974-1979 |